# Speocera naumachiae
Speocera naumachiae là một loài nhện trong họ Ochyroceratidae. Loài này phân bố ở Thailand.